# Diego Soldano

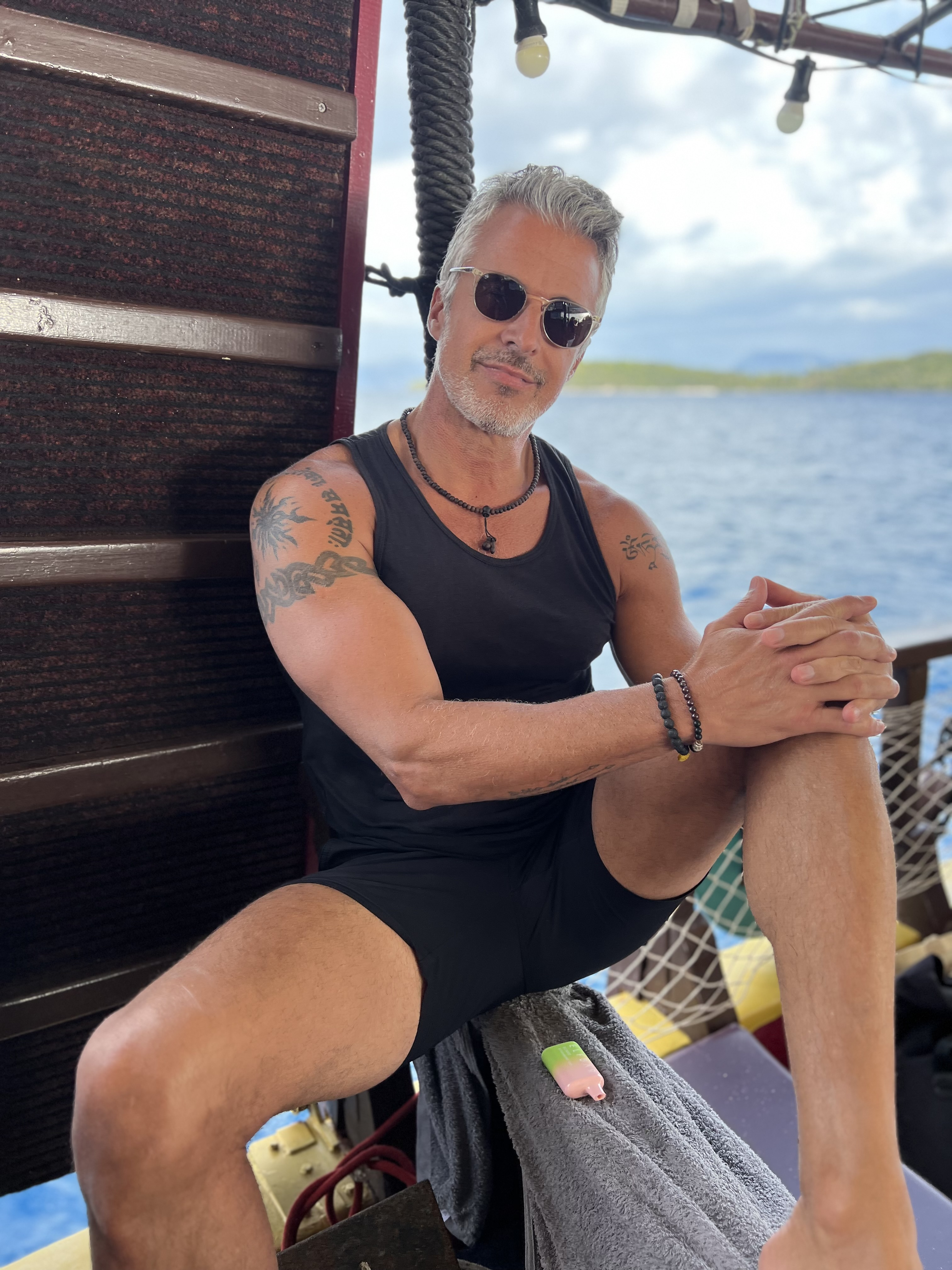

Diego Soldano (Buenos Aires, Argentina; 18 de enero de 1969) es un actor argentino, radicado en México.

## Biografía
Diego Soldano nació en Buenos Aires, Argentina, es el mayor de 4 y tiene 3 hermanas menores.
A los 40 años, Soldano se mudó de Argentina a México y comenzó su carrera como actor profesional, esto luego de años como gerente de banco, dueño de una peluquería y participación en varios proyectos de modelaje.
Soldano es padre de Dante, Emma y Valentín, de su relación anterior.
Diego Soldano está casado con Shiran Avraham Soldano, una empresaria israelí, con quien vive en la Ciudad de México. Los dos se conocieron a finales de 2022 y se casaron en una ceremonia íntima en marzo de 2024.
Estudió en el CERC, Centro de Experimentación y Realización Cinematográfica dependiente del INCAA (Instituto Nacional de Cine y Artes Audiovisuales). Luego, actuación en Buenos Aires con Julio Chávez, Patricia Palmer, Javo Rocha e integró el Grupo Humano de Teatro de Eduardo Cerda.
En México realizó talleres de Actuación, Técnica vocal y Neutralización de Acento; Actuación. en cine con Giovanna Zacarias en Casa Azul.
En el 2011 regresó del Taller especial del CEA de Televisa y participó de la telenovela Por ella soy Eva.
En 2012 obtuvo el papel de "Dante" en la exitosa novela Amor bravío.
En 2013 encarnó al personaje de "Rodrigo Balmaceda" en el elenco estelar de la telenovela de Telemundo, La patrona, que superó índices de audiencia y niveles de audiencia históricos en su horario.
En 2014 participó de la telenovela Los miserables y, en 2015, de la segunda temporada de la narconovela Señora Acero.

## Televisión
| Año       | Título                           | Personaje                          |
| --------- | -------------------------------- | ---------------------------------- |
| 2012      | Amor bravío                      | Dante Barrienta                    |
| 2013      | La patrona                       | Rodrigo Balmaceda "Mano de Hierro" |
| 2013-2014 | Las trampas del deseo            | Silvio Galeano / Federico          |
| 2014-2015 | Los miserables                   | Pablo Riobueno                     |
| 2015-2016 | Señora Acero                     | Pedro Juárez                       |
| 2016-2020 | La Doña                          | Daniel Llamas                      |
| 2017-2018 | Muy padres                       | Matias Montellano                  |
| 2018      | Enemigo íntimo                   | Federico Montalvo                  |
| 2020      | Desaparecida                     | Gastón Andrade                     |
| 2021      | Madre solo hay dos               | Daniel                             |
| 2022      | La madrastra                     | Gaspar Iglesias                    |
| 2023      | La casa de los famosos 3         | 12.º eliminado                     |
| 2025      | La casa de los famosos All-Stars | 12.º eliminado                     |

## Teatro
- Muestra Anual (2007-2008)
- Convivencia (2002)
- Los de la mesa diez (1998-1999)
- Loca Juventud (1996-1997) (Dirección de Esteban Mellino)

## Publicidad
En los últimos dos años lleva realizados más de 30 comerciales y más de 50 gráficas.